# Ion Văduva
Pour les articles homonymes, voir Vaduva.
Ion Văduva, né le 25 novembre 1936 à Oteșani, Județ de Vâlcea et mort le 11 juillet 2023, est un mathématicien et informaticien roumain.

## Formation
Il est diplômé en 1960 de la Faculté de mathématiques et d'informatique (ro) de l'Université de Bucarest et en 1968, il obtient son doctorat en mathématiques avec une thèse intitulée Contribuții la teoria estimațiilor statistice ale densităților de repartiție și aplicații (Contributions à la théorie des estimations statistiques des densités de distribution et applications) à l'Académie roumaine sous la direction de l'académicien Gheorghe Mihoc. En 1969, il obtient également un Master of Science in Automatic Computation à l'Institute of Science and Technology de l'Université de Manchester en Grande-Bretagne avec une thèse intitulée Computer generation of random variables for queueing systems, illustrated by a machine interference problem (Génération informatique de variables aléatoires pour les systèmes de file d'attente, illustrée par un problème d'interférence machine).

## Carrière
Entre 1960 et 1964, il travaille comme chercheur scientifique à l'Institut de Mathématiques "Simion Stoilov" de l'Académie roumaine. De 1964 à 1970, il est chercheur principal puis chef de secteur au Centre de statistiques mathématiques, également à l'Académie roumaine. Il commence sa carrière d'enseignant en 1970, après avoir été actif pendant plus de 37 ans à la Faculté de Mathématiques et d'Informatique de l'Université de Bucarest. À partir de 1971, il supervise des doctorats en Informatique et Statistique à la Faculté de Mathématiques et d'Informatique de l'Université de Bucarest. Il a supervisé (à la date de septembre 2008) 56 doctorants roumains et étrangers.
Au fil du temps, il est invité dans diverses institutions de recherche et d'enseignement dans le monde : GMD-Bonn (GMD-Forschungszentrum Informationstechnik) (3 mois en 1974 et un mois en 1976); Sheffield Hallam University (Grande-Bretagne, 2 mois en 1992) ; Technische Universität Darmstadt (Allemagne, 3 mois en 1993).
Văduva participe à des événements scientifiques internationaux à Stockholm (1966); Cambridge et Sheffield (1969); Lancastre (1971); Berlin (1963), Leipzig (1964), Rostock (1966), Magdebourg (1971), Dresde (1974), Bonn (1976), Aix-la-Chapelle (1981), Karlsruhe (1990), Hambourg (1993), Darmstadt (1998, 2003 ), Bad Tanzmansdorf ( Autriche ) (1983), Prague (1984); Sofia (1963, 1995, 1999); Russie (1971, 1988); Varsovie (1984); Budapest, Debrecen, Szeged (1967, 1978, 1979); Padoue (1996, 1999, 2002) ; Salamanque (2001); Patras (Grèce) (1999) ; Paris (2001); Louvain (2001); Delft (2002).

## Prix et distinctions
En 1977 il reçoit le prix Simion-Stoilow de l'Académie roumaine. Il est membre de l'American Mathematical Society, de l'Association for Computing Machinery, de la Biometric Society.

## Publications
Au cours de sa carrière de 47 ans au service de la recherche scientifique et de l'enseignement roumain en mathématiques et en informatique, Văduva a écrit un large éventail de publications.
- I. Văduva "Analiza dispersională", Ed.Tehnică, București,1970, 260 p.
- I. Văduva, N. Popoviciu "Introducere în programarea automată cu aplicații la cercetarea științifică" Ed. Did. Ped., București, 1973, 220 p.;
- I. Văduva "Dicționar statistic economic" (Capitolul de statistica matematica), 1969, Editat de DCS;
- I. Văduva, C. Dinescu, B. Săvulescu "Metode matematice de organizarea și conducerea producției, (Partea I)", Ed.Did.Ped., București, 1973, 318 p.;
- I. Văduva, C. Dinescu, B. Săvulescu "Metode matematice de organizarea și conducerea producției, (Partea II)", Ed. Did. Ped., București, 1974, 280 p.;
- I. Văduva "Modele de simulare (cu Appendix RAVAGE)", Centrul Mult. Univ., București, 1976, 173 p.;
- I. Văduva "Modele de simulare cu calculatorul", Ed.Tehnică, București, 1977, 358 p.;
- I. Văduva "Tehnici de analiza și proiectarea sistemelor informatice. Tabele de decizie", Centrul Mult. Univ., București, 1978, 80 p.;
- I. Văduva "Sisteme informatice", Centrul Mult. Univ. Buc., 1981, 370 p.;
- I. Văduva, I. Odagescu, M. Stoica "Simularea proceselor economice", Ed. Tehnică, București, 1983, 284 p.;
- I. Văduva, M.Lovin, M.Bogdan, D.Panaite "Limbajul SIMUB, manual de referință", Centrul Mult.Univ., București, 1982, 286 p.;
- I. Văduva, Il.Popescu, St.Ștefănescu, Gh.Petrescu, V.Stoica "Exerciții și probleme de simulare" Centrul Mult. Univ., București, 1983, 370 p.;
- I. Văduva, E. Perjeriu "Îndrumar pentru lucrări de laborator la cursul de Bazele informaticii, anul I", Centrul Mult. Univ., București, 1986, 252 p.;
- I. Văduva, T.Balanescu, H.Georgescu, S.Gavrila, M.Gheorghe, L.Sofonea "Concepte moderne de programare in limbajul PASCAL", Ed. 1 și 2, Centrul Mult. Univ., București, 1979, 189 p.;
- I. Văduva, M.Popa "Culegere de exerciții de sisteme informatice" Centrul Mult.Univ., București, 1984, 374p.;
- I. Văduva, T. Bălănescu, H. Georgescu, S.Gavrilă, M. Gheorghe L.Sofonea "Pascal și turbo Pascal, Vol 1, Limbajul Pascal, Concepte fundamentale", Ed. Tehnică, București, 1992, 256 p.;
- I. Văduva, T. Bălănescu, H. Georgescu, S.Gavrilă, M.Gheorghe, L.Sofonea "Pascal și Turbo Pascal, Vol 2, Limbajul turbo Pascal" Ed.Tehnică, București, 1992, 575 p.;
- I. Văduva, "Bazele Informaticii", Ed. Tehnică, București, 1997, 260p. (cu Gh. Barbu și M. Boloșteanu)
- I. Văduva, "Fiabilitatea programelor", București, Ed.Universității din București, 2003, 160 p.,  (ISBN 973-575-717-6).
- I. Văduva, G. Albeanu, "Introducere în modelarea Fuzzy", București, Ed.Universității din București, 2004, 160 p.,  (ISBN 973-575-833-4).
- I. Văduva, "Modele de simulare", București, Ed.Universității din București, 2004, 190 p.